# Governatore

La bandiera del governatore di Gibilterra, adottata nel 1982

Governatore (dalla lingua latina gubernator, a sua volta derivante dal greco kybernetes, 'timoniere') è un titolo attribuito a funzionari di alto livello con attribuzioni e funzioni diverse, a seconda della legge statale di riferimento, ma che solitamente, amministra un territorio o un'organizzazione per conto di una autorità superiore.

## Storia
Già nel tardo Impero Romano erano presenti dei proconsoli che gestivano i territori delle province fuori dall'Italia. I proconsoli, però, non avevano un'ampia decisione militare e spesso durante le guerre venivano sostituiti da tribuni militari o tribuno civili (il primo per quando era guerra e il secondo per la ristabilizzazione del territorio). 
Con il Sacro Romano Impero Germanico compare il feudatario il quale, invece, ha pieno potere politico e militare sul territorio (anche se era dipendente dall'imperatore). Infine è con il colonialismo che nasce il Governatore vero e proprio.

## Tipologie

### Governatori di territori
È detto governatore l'organo monocratico che esercita il potere esecutivo in un territorio, in nome dell’autorità politica di un governo sovrano che lo ha nominato. Comunemente può esercitare anche funzioni legislative o giurisdizionali.
Il titolo di governatore viene utilizzato per indicare:
- l'organo che rappresenta il governo metropolitano in una colonia, possedimento o altra dipendenza, spesso con ampi poteri che si estendono anche al campo militare e giudiziario; se governa una dipendenza di particolare rilevanza o un insieme di dipendenze può avere il titolo di governatore generale;
- l'organo che rappresenta il governo centrale in una provincia, dipartimento o altra circoscrizione territoriale;
- l'organo, di solito militare, che esercita per conto dello Stato occupante i poteri in un territorio soggetto a occupazione militare;
- l'organo politico posto a capo dell'esecutivo di uno stato membro di una federazione di stati.

### Governatori di organizzazioni
Il titolo di governatore è attribuito all'organo monocratico posto al vertice di talune organizzazioni, con un significato analogo, quindi, a presidente, amministratore delegato, direttore e simili.
In particolare viene attribuito all'organo di vertice di istituzioni finanziarie, soprattutto banche centrali: così è, per esempio, per il Governatore della Banca d'Italia; la denominazione viene usata anche dalle banche centrali di Francia, Spagna, Portogallo, Belgio, Gran Bretagna ecc.; non è usata, invece, dalla Federal Reserve statunitense, dalla Banca centrale europea, dalla Bundesbank tedesca e dalla banca centrale austriaca, alle quali è preposto un presidente.
Nei paesi anglosassoni sono detti governatori anche i membri dell'organo collegiale di governo (board of governors) di talune organizzazioni pubbliche (per esempio, la BBC, fino al 2007, e la Federal Reserve), con funzioni paragonabili a quelle del consiglio di amministrazione delle società per azioni. 
La stessa denominazione viene utilizzata per designare coloro che in sistemi politici del passato avevano un ruolo analogo agli odierni governatori, quali i proconsoli romani (che avevano funzione di Governatori provinciali romani) o i satrapi dell'antica Persia.

## Nel mondo
Negli Stati e regioni che appartengono a una federazione o a uno Stato regionale il titolo di governatore è attribuito al capo dell'esecutivo. La denominazione è usata per lo più quando la forma di governo prescelta è quella presidenziale, per cui il governatore, normalmente eletto dalla popolazione, ha a livello locale un ruolo analogo a quello del presidente a livello nazionale. Hanno, per esempio, un governatore gli Stati della Nigeria, del Brasile, del Messico, del Venezuela e gli Stati Uniti d'America, così come le province dell'Argentina.
Laddove è stata scelta la forma parlamentare, il capo del governo locale ha di solito il titolo di primo ministro o simili. Peraltro negli Stati di alcune federazioni che hanno adottato la forma parlamentare, accanto al capo del governo vi è un governatore, con funzioni paragonabili a quelle del capo dello Stato a livello nazionale: così è in India e negli stati non monarchici della Malaysia, dove il governatore è nominato dal capo dello Stato federale.
Può avere il titolo di governatore anche l'organo posto a capo dell'esecutivo di un ente territoriale che non è stato federato o regione. In Indonesia, per esempio, è il capo dell'esecutivo di una provincia, eletto dal popolo assieme al vicegovernatore per cinque anni. Nelle Filippine il governatore, a capo dell'esecutivo di una provincia, è eletto direttamente dal popolo; il suo mandato è di tre anni. Viene usualmente tradotto con governatore anche il titolo di chiji (知事) attribuito al capo dell'esecutivo delle prefetture del Giappone; è eletto dal popolo per quattro anni ma, sempre con voto popolare, può essere revocato prima della scadenza del mandato.
In altri Stati il governatore rappresenta il governo in una circoscrizione territoriale, con un ruolo paragonabile a quello del prefetto in Francia o Italia. È il caso del Belgio, dove ciascuna delle dieci province ha un governatore, nominato dal governo regionale, che rappresenta nella provincia, oltre al governo regionale stesso, il governo della comunità e il governo federale; ha competenze in materia di vigilanza sugli enti territoriali locali, ordine pubblico, protezione civile ecc. Anche l'Arrondissement di Bruxelles-Capitale, che non fa parte di alcuna provincia, ha un governatore con funzioni analoghe. Gli altri arrondissement, invece, hanno un commissario che dipende dal governatore della provincia di cui fanno parte. Figura paragonabile al prefetto italiano o francese è anche il governador civil portoghese, a capo di un ufficio denominato governo civil, presente in ciascuno dei diciotto distretti in cui si divide il paese.

### Città del Vaticano
La carica di Governatore dello Stato della Città del Vaticano è stata istituita nel 1929, dopo i patti lateranensi e fu ricoperta dal marchese Camillo Serafini dalla fondazione dello Stato fino alla sua morte nel 1952.

### Commonwealth britannico
Nel Commonwealth britannico esiste un governatore nei territori d'oltremare e negli stati, ora indipendenti, che continuano a riconoscere il sovrano britannico quale loro capo dello stato.
Nei territori d'oltremare il governatore è normalmente nominato dal governo britannico e si occupa principalmente della difesa e degli affari esteri. In alcuni possedimenti minori viene denominato amministratore o commissario.
Negli stati che, pur avendo ottenuta l'indipendenza dal Regno Unito, continuano a riconoscere come capo dello Stato il sovrano britannico, il governatore generale è il rappresentante di quest'ultimo e, di fatto, esercita le funzioni del capo dello Stato. È nominato per cinque anni formalmente dal sovrano britannico su designazione, di fatto determinante, del primo ministro locale. In Australia vi è un governatore generale a livello federale e un governatore per ogni stato della federazione; in Canada un governatore generale a livello federale e un luogotenente governatore in ogni provincia (la differenza di denominazione riflette il fatto che i governatori australiani sono nominati con le stesse modalità del governatore generale, mentre i luogotenenti governatori canadesi sono nominati dal governatore generale su designazione del primo ministro federale).
Anche Hong Kong e l'Irlanda del Nord sono stati in passato retti da un governatore. 

### Italia
Storicamente, il titolo di governatore provinciale è stato utilizzato nel Regno di Sardegna per designare il rappresentante del governo nelle relative province, che dal 1861 è denominato prefetto.
Con l'inizio della conquiste coloniali italiane compaiono i primi governatori nei relativi territori: inizialmente quelli dell'Eritrea e della Somalia, dal 1911 quelli della Tripolitania e della Cirenaica, dal 1922 quelli del Dodecaneso.
Successivamente, in epoca fascista, il governatore di Roma era nominato con decreto reale su proposta del Ministro dell'interno previa deliberazione del Consiglio dei ministri e dotato di personalità giuridica (il Governatorato di Roma), istituito con il R.D.L. 28 ottobre 1925, n. 1949, al quale era affidata l'amministrazione cittadina della capitale. Il governatore, che aveva i poteri spettanti negli altri comuni al podestà, era coadiuvato da un vicegovernatore, come lui di nomina regia, e dalla consulta di Roma, costituita da 12 consultori nominati dal Ministro degli interni (dal 1926 ininterrottamente Mussolini). Nel ventennio c'è anche l'espansione dell'impero coloniale italiano e con essa dei governatorati, accompagnata poi da una riorganizzazione con accorpamento di alcuni territori. Nel periodo della seconda guerra mondiale venne anche istituito il governatorato della Dalmazia a seguito delle campagne nei Balcani. Dopo lo sbarco alleato in Sicilia fu nominato un governatore militare a capo dell'Allied Military Government of Occupied Territories.
Alla fine del secondo conflitto mondiale seguono la perdita delle colonie e un cambio degli assetti istituzionali e così non esistono più governatori coloniali né il governatore di Roma.
Dopo l'istituzione delle regioni, e in modo progressivamente crescente negli anni, con l'elezione diretta, si è diffuso nel gergo politico e giornalistico l'utilizzo del termine governatore per riferirsi al presidente della giunta regionale. Secondo l'Accademia della Crusca si tratterebbe di un uso semanticamente improprio, riconducibile a un frequente fenomeno di assimilazione al modello statunitense, poiché nessuna norma prevede ufficialmente tale titolo.
Per quanto riguarda i vertici di enti, il governatore della Banca d'Italia resta l'unico nel paese a disporre di tale titolo da un punto di vista istituzionale.

### Stati Uniti d'America
L'uso del titolo di governatore per designare il capo dell'esecutivo di uno Stato federato trova la sua origine negli Stati Uniti d'America: i 13 stati originari, ex colonie britanniche, lo adottarono ispirandosi al titolo precedentemente utilizzato dal governatore coloniale.
Negli Stati Uniti il governatore è eletto direttamente dal popolo e dura in carica quattro anni (due in New Hampshire e Vermont). La costituzione della maggior parte degli stati federati (fanno eccezione Arizona, Maine, New Hampshire, Oregon e Wyoming) prevede a fianco del governatore un luogotenente governatore, che lo coadiuva e gli subentra in caso di morte o impedimento; in taluni stati, inoltre, il luogotenente governatore presiede il senato. In 25 stati governatore e luogotenente governatore sono eletti congiuntamente, negli altri 25, invece, sono eletti separatamente (in due stati il luogotenente governatore è eletto dal senato) e possono quindi appartenere a partiti diversi.
Similmente al Presidente a livello nazionale, il governatore è assistito da un gabinetto del quale fanno parte, oltre all'eventuale luogotenente governatore, il segretario di stato (assente in alcuni stati), l'attorney general e altri membri (variamente denominati: segretari, commissari, direttori ecc.) preposti ai dipartimenti in cui si divide l'amministrazione statale. Peraltro, a differenza di quanto avviene a livello federale, in certi stati questi funzionari non sono nominati dal governatore ma eletti.